# Piper pseudoasperifolium
Piper pseudoasperifolium là một loài thực vật có hoa trong họ Hồ tiêu. Loài này được C. DC. miêu tả khoa học đầu tiên năm 1869.

## Phân bổ
Phạm vi sinh sống của loài này là Mexico (Oaxaca, Chiapas). Nó phát triển chủ yếu ở quần xã nhiệt đới ẩm ướt.